# György Ligeti

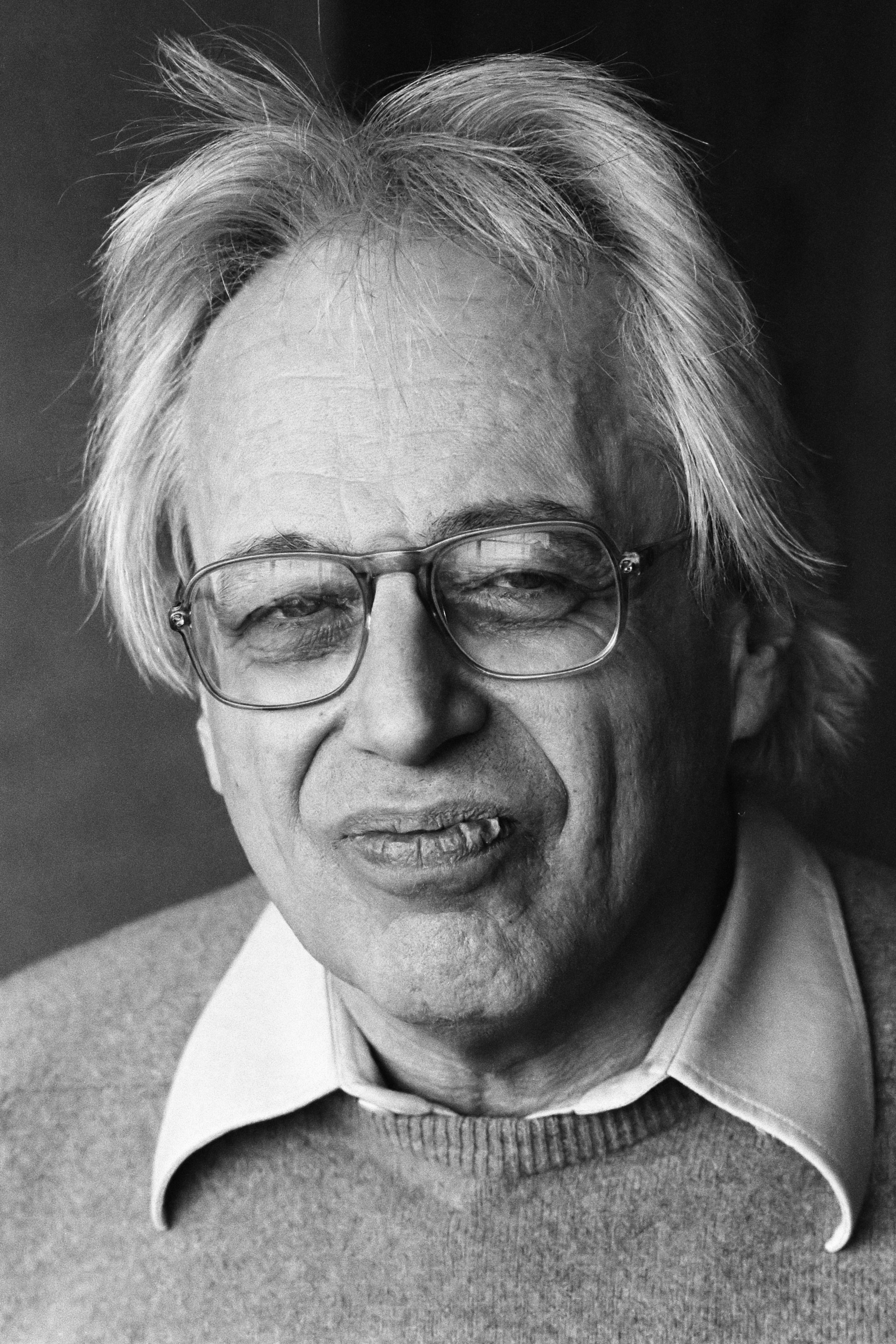
György Ligeti, 1984

György Sándor Ligeti [ˈɟørɟ ʃaːndor ˈliɡɛti] (Georg Alexander Ligeti; * 28. Mai 1923 in Diciosânmartin, Siebenbürgen, Königreich Rumänien; † 12. Juni 2006 in Wien) war ein österreichisch-ungarischer Komponist. Er gilt als einer der bedeutenden Komponisten des 20. Jahrhunderts und als Repräsentant der Neuen Musik.
Einer breiteren Öffentlichkeit bekannt wurde Ligeti durch die Verwendung seines Orchesterwerks Atmosphères sowie seines Chorstücks Lux aeterna im Film 2001: Odyssee im Weltraum von Stanley Kubrick. Der Regisseur setzte weitere Werke Ligetis in seinen Filmen Shining und Eyes Wide Shut zur musikalischen Untermalung ein.

## Leben

### Kindheit und Jugend
Ligeti war der Sohn der Augenärztin Ilona Somogyi und des Nationalökonomen und Bankfachmanns Sándor Ligeti. Die Familie seines Vaters, zu der auch der berühmte Geiger Leopold Auer gehörte, hieß ursprünglich Auer, hatte aber um die Jahrhundertwende einer Assimilierungstendenz folgend ihren Namen von Auer zu Ligeti magyarisiert. Dasselbe gilt für die Familie seiner Mutter, geborene Schlesinger. Die Eltern Ligetis waren assimilierte Juden. Sein Vater, der im Ersten Weltkrieg hoch dekoriert und zum Leutnant befördert wurde, wurde im April 1945 im Konzentrationslager Bergen-Belsen ermordet, sein jüngerer Bruder Gábor im März 1945 im KZ Mauthausen; die Mutter überlebte das KZ Auschwitz-Birkenau.
Ligetis Familie lebte in Cluj. Dort ging er zunächst auf eine ungarische Volksschule, dann besuchte er ein rumänisches Gymnasium. Seine Eltern ließen ihn ab 1936 am Klavierunterricht teilnehmen, und schon nach einem Jahr versuchte er sich an ersten symphonischen Kompositionen. Nach der Matura im Jahr 1941 wollte er Physik und Mathematik studieren, wurde aber aufgrund seiner jüdischen Herkunft abgewiesen. Ligeti begann eine musikalische Ausbildung bei Sándor Veress, Pál Járdányi, Lajos Bárdos und Ferenc Farkas in Musiktheorie und Orgel am Konservatorium von Cluj, das durch den Zweiten Wiener Schiedsspruch von 1940 inzwischen wieder zu Ungarn gehörte. Er setzte sein Studium später in Budapest fort, musste es aber unterbrechen, da er 1944 zum Arbeitsdienst in die ungarische Armee einberufen wurde. Ligeti geriet in sowjetische Gefangenschaft, aus der er während eines Bombenangriffs auf das Lager fliehen konnte.
Nach dem Krieg nahm er seine Studien wieder auf und schloss sie 1949 ab. Im selben Jahr heiratete er Brigitte Löw (Schwester des Grafikers Hans Loew), die er 1943 in deren Elternhaus in Klausenburg kennengelernt hatte. Ein Jahr lang arbeitete er als Musikethnologe über rumänische Volksmusik, wie schon vor ihm Béla Bartók oder Cécile Lauru, kehrte dann an seine ehemalige Schule in Budapest zurück, diesmal als Lehrer für Harmonielehre, Kontrapunkt und Musikanalyse. Zu der Zeit schränkte die kommunistische Partei die Kommunikation zwischen Ungarn und dem Westen ein. Ligeti konnte die aktuellen musikalischen Entwicklungen nur durch verrauschte (gestörte) westliche Radiosendungen verfolgen. Rückblickend auf die Zeit schrieb er 1995:

„So entstand in Budapest eine Kultur des ‚geschlossenen Zimmers‘, in der sich die Mehrheit der Künstler für die ‚innere Emigration‘ entschied. Offiziell wurde der ‚sozialistische Realismus‘ oktroyiert, d. h. eine billige Massenkunst mit vorgeschriebener politischer Propaganda. Moderne Kunst und Literatur wurden pauschal verboten, die reiche Sammlung französischer und ungarischer Impressionisten im Budapester Kunstmuseum beispielsweise hängte man einfach ab. […] Nicht genehme Bücher verschwanden aus Bibliotheken und Buchgeschäften (unter anderem wurden auch Don Quijote und Winnie the Pooh eingestampft). […] Geschrieben, komponiert, gemalt wurde im Geheimen und in der kaum vorhandenen Freizeit: Für die Schublade zu arbeiten galt als Ehre.“

### 1956 bis 2006

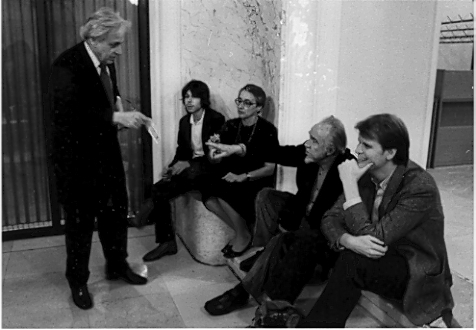
(v. l. n. r.) György Ligeti, Lukas Ligeti, Vera Ligeti, Conlon Nancarrow und Michael Daugherty bei den ISCM World New Music Days in Graz, 1982

Nach dem Ende des Volksaufstands in Ungarn floh er im Dezember 1956 gemeinsam mit Veronika Spitz, seiner späteren Frau, die sich dann Vera nannte, nach Wien. Kurz nach seiner Flucht lernte Ligeti den österreichischen Musikforscher, Kritiker und Philosophen Harald Kaufmann kennen, mit dem er zusammen im Januar 1959 in Graz an der Endfassung für den Aufsatz Wandlungen der musikalischen Form arbeitete, einer Kritik an der Entwicklung der seriellen Musik, die 1960 in der Nummer 7 der Zeitschrift die reihe erschien. Kaufmann war in den 1950er und 1960er Jahren einer der führenden Musiktheoretiker, der Analysen über Werke Ligetis verfasste.
Später nahm Ligeti die österreichische Staatsbürgerschaft an. 1957–1958 arbeitete Ligeti im Studio für elektronische Musik des Westdeutschen Rundfunks in Köln und traf dort wichtige Vertreter der Avantgarde, darunter die Komponisten Karlheinz Stockhausen und Gottfried Michael Koenig, damals Pioniere elektronischer Musik. Die neuen technischen Möglichkeiten inspirierten Ligeti. Auch wenn er sich später ausschließlich auf Instrumental- und Vokalmusik konzentrierte, enthielt diese doch häufig Denkweisen der elektronischen Musik, wie er in seinem Aufsatz Auswirkungen der elektronischen Musik auf mein kompositorisches Schaffen (1970) bekennt. Beispiele sind seine Hüllkurvenbehandlung, Schnitttechnik, Clusterfüllung – wobei er insgesamt nur drei Werke im Bereich der elektronischen Musik produzierte.

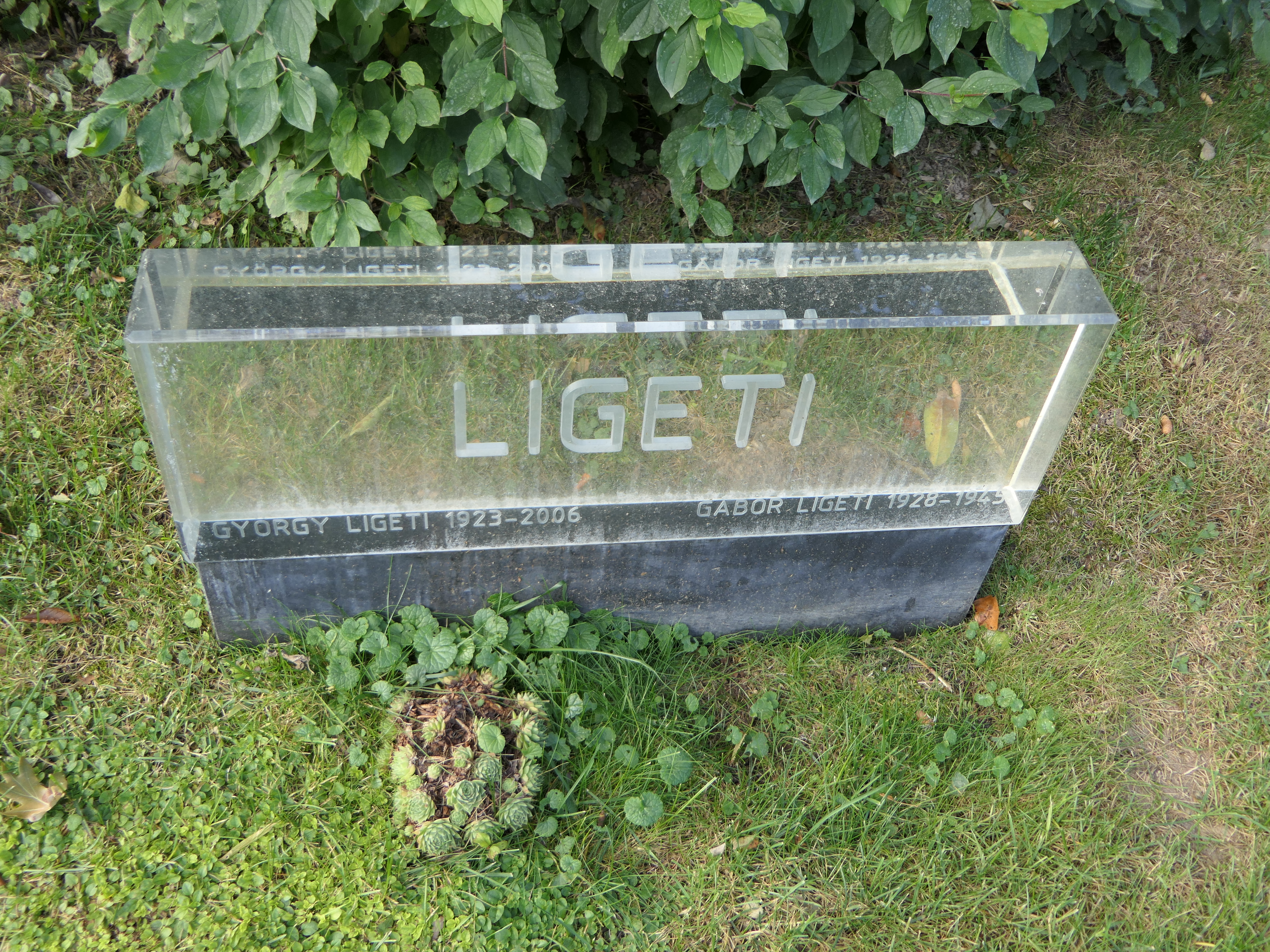
Ligetis Grab, Wiener Zentralfriedhof

Von 1969 bis 1972 lebte Ligeti in Berlin und war von 1969 bis 1970 Stipendiat des Deutschen Akademischen Austauschdienstes. 1972 bis zu seinem Austritt 1992 war er Mitglied der Berliner Akademie der Künste (West). 1972 befand er sich als „Composer in Residence“ an der Stanford University in Kalifornien und schrieb das Orchesterwerk San Francisco Polyphony (1973–1974).
Von 1973 bis 1989 war er Professor für Komposition an der Hochschule für Musik und Theater Hamburg. Zu seinen Studenten zählten Renate Birnstein, Silvia Fómina, Detlev Müller-Siemens, Michael Daugherty, Hans-Christian von Dadelsen, James Horner, Babette Koblenz, Wolfgang-Andreas Schultz, Hans Abrahamsen, Chen Xiaoyong, Unsuk Chin, Benedict Mason, Mari Takano, Manfred Stahnke, Sidney Corbett, Hans Peter Reutter, Wolfgang von Schweinitz, Roberto Sierra, Hubertus Dreyer, Tamae Okatsu, Cristian Petrescu und Altuğ Ünlü.
Auf Einladung von Walter Fink war er 1990 der erste Komponist im jährlichen Komponistenporträt des Rheingau Musik Festivals.
Der mehrsprachige Kosmopolit verbrachte die letzten Jahre seines Lebens in Wien und starb dort am 12. Juni 2006. Nach seiner Einäscherung wurde die Urne Ligetis in einem Ehrengrab auf dem Wiener Zentralfriedhof (Gruppe 33 G, Nummer 37) beigesetzt. Er war seit 1957 mit der Psychoanalytikerin Vera Ligeti (geb. Spitz) verheiratet und hatte mit ihr den Sohn Lukas, der ebenfalls Komponist wurde.

### Interessen
Ligeti war, auch aufgrund seiner persönlichen Erfahrungen mit den Auswüchsen des Nationalsozialismus und des Stalinismus, zeitlebens ein ausgesprochener und eloquenter Gegner von Ideologien und Diktaturen jeglicher Couleur. Neben seinen weitreichenden Interessen an den verschiedensten Formen von Musik – von der Musik der Renaissance bis zu traditioneller afrikanischer Musik – war Ligeti auch sehr an Literatur interessiert (unter anderem Lewis Carroll, Jorge Luis Borges und Franz Kafka). Auch Malerei, Architektur, Wissenschaft im Allgemeinen und im Speziellen Mathematik und die Fraktale Geometrie Benoît Mandelbrots sowie die Arbeiten von Douglas Hofstadter faszinierten ihn.

## Werke
Ligetis früheste Werke sind Erweiterungen der musikalischen Sprache seines Landsmanns Béla Bartók. Die von der ungarischen Folklore beeinflussten Klavierstücke Musica ricercata (1951–1953) waren Bartók gewidmet und werden auch oft mit dessen Mikrokosmos verglichen. Bereits in diesem frühen Stadium seiner Karriere wurde Ligeti von der kommunistischen Partei Ungarns beeinträchtigt. Das zehnte Stück der Musica ricercata wurde wegen angeblicher Dekadenz von den Behörden verboten.
Nach seinem Entschluss, ins Exil zu gehen, und seiner Ankunft in Köln begann er, elektronische Musik zu komponieren. Zu den wenigen Arbeiten in diesem Bereich gehören Glissandi (1957) und Artikulation (1958). Apparitions für Orchester (1958–1959) war eines der ersten Werke, die ihm eine gewisse kritische Aufmerksamkeit einbrachten, den Durchbruch erreichte er dann mit seinem Orchesterstück Atmosphères (1961). Ligeti suchte zeitlebens nach neuen musikalischen Ausdrucksformen. Mit Apparitions und Atmosphères entwickelte er – in radikaler Absetzung gegenüber der seriellen Musik – die so genannte Klangflächenkomposition, ein Konzept, das auf den Einfluss der elektronischen Musik zurückgeht. Zugleich wendete er hier das Prinzip der Mikropolyphonie an, die auf einer Verflechtung vieler Stimmen auf engstem Raum basiert.
Atmosphères ist für großes Orchester geschrieben und wurde 1961 bei den Donaueschinger Musiktagen uraufgeführt, wo es ein so großer Publikumserfolg war, dass es wiederholt werden musste. Es gilt als ein Kernstück Ligetis, da es viele der Themen enthält, mit denen er sich im Laufe der sechziger Jahre beschäftigte. Melodie und Rhythmus werden in einen massiven Klang zusammengeschmolzen – jede Note der chromatischen Skala wird über einen Ambitus von fünf Oktaven annähernd gleichzeitig gespielt. Das Stück scheint aus diesem anfänglich rauschhaften, sehr leisen Akkord zu erwachsen, wobei die Texturen sich ständig wandeln. Stanley Kubrick benutzte das Stück für seinen Film 2001: Odyssee im Weltraum, was einen außergerichtlich geführten Rechtsstreit zur Folge hatte. Auch in den späteren Filmen Shining und Eyes Wide Shut setzte Kubrick die Musik Ligetis ein.
Die 1974–1977 entstandene Oper Le Grand Macabre nach Michel de Ghelderode, einem der Protagonisten des absurden Theaters, zeigt eine nun stark veränderte Klangsprache Ligetis, die weniger auf die Gestaltung des Gesamtklanges angelegt ist, sondern wieder traditionelle Formen ins Spiel bringt. In den Achtzigerjahren erweiterte er sein stilistisches Spektrum wiederum. Seine Études für Soloklavier entstanden 1985 bis 2001 – sie beschäftigen sich mit komplexen rhythmischen Verwicklungen und wurden u. a. durch die Studies für Player-Piano von Conlon Nancarrow (dessen Musik er in Europa bekannt gemacht hat) und die afrikanische Musik südlich der Sahara inspiriert. Ligeti selbst beschrieb das Neue seiner Etüden in der Möglichkeit, durch nur einen Spieler die Illusion verschiedener, simultan verlaufender Geschwindigkeitsschichten zu erzeugen. Dies sei eine musikalische Erscheinung, die es weder in der traditionellen europäischen Hemiolentechnik noch in der afrikanischen Polyrhythmik gebe.
Auch exotischen Tonsystemen sowie der mikrotonalen Erweiterung des traditionellen Tonsystems durch Harry Partch galt in seiner späteren Schaffensphase seine besondere Aufmerksamkeit. Die Passacaglia ungherese (1978) benutzt die speziellen reinen Terzen der mitteltönigen Stimmung. Ebenso spielt das Horn im Trio für Violine, Horn und Klavier (1982) vielfach naturreine Intervalle. Auch die Sonate für Viola solo (1991–1994) verwendet im ersten Satz eine naturreine Skala. Zu seinen größeren Werken, die diese Denkweise integrieren, zählen drei Instrumentalkonzerte: das Konzert für Klavier und Orchester (1985–1988), das Konzert für Violine und Orchester (1990–1992) sowie als letztes das Hamburgische Konzert (1998–2003) für Horn solo und Kammerorchester. Das gedruckte Material des Hamburgischen Konzerts sowie auch das Manuskript enthalten zahlreiche Fehler und Unstimmigkeiten. Alessio Elia hat hierzu Lösungsvorschläge erarbeitet, die in seinem Buch The “Hamburgisches Konzert” by György Ligeti (2023, Impronta-Edition UG, Mannheim) veröffentlicht wurden. Die so entstandene überarbeitete Fassung des Hamburgischen Konzerts kam anlässlich des 100. Geburtstages des Komponisten im Budapest Music Center mit dem Concerto Budapest Ligeti Ensemble und Szabolcs Zemplény als Solohornisten zur Aufführung. Das Konzert sollte unter der Leitung von Peter Eötvös stattfinden, der jedoch wegen Indisposition kurzfristig durch Gergely Vajda ersetzt wurde. Ein wichtiges spätes Werk ist ferner Síppal, dobbal, nádihegedűvel / Mit Pfeifen, Trommeln, Schilfgeigen für Mezzosopran und vier Schlagzeuger (2000).
Constantin Floros hat als einer der besten Kenner von Ligetis Musik darauf hingewiesen, dass sich Ligeti „sowohl in der europäischen Volksmusik als auch in der außereuropäischen Musik wie ein Fachgelehrter“ auskenne. So habe Ligeti immer wieder „aus der unverbrauchten Musik vieler Ethnien Anregungen für sein vielseitiges Schaffen“ geschöpft. Es sei zwar verlockend, seine Musik auf solche ethnischen Wurzeln und Einflüsse zurückzuführen. Doch dürfe man nicht außer Acht lassen, dass Ligeti an keiner Stelle im ethnologischen Sinn „verortet“ werden könne. Mögliche Parallelen zu Bartóks Folklorismus würden also kaum in die Tiefe seines kompositorischen Handelns führen: „Soviel Ligeti dem Studium der europäischen Volksmusik und der außereuropäischen Musik auch verdankt,“ bleibt anzumerken, dass „das Afrika und der Ferne Osten, die Länder, die seine Musik zu suggerieren scheint, mehr erdacht und erträumt“ sind. Ligetis Musik habe daher mit „Folklorismus nichts gemein“.

### Werkverzeichnis (Auswahl)
- 1946 Magány
- 1946–1947 Két Kanon
- 1948/53 Sonate für Violoncello solo
- 1951 Concert Românesc
- 1951–1953 Musica ricercata
- 1953 Sechs Bagatellen für Bläserquintett
- 1953–1954 Streichquartett Nr. 1
- 1955 Éjszaka Reggel
- 1956 „Chromatische Phantasie“
- 1957 Glissandi (elektronische Komposition)
- 1958 Artikulation (elektronische Komposition)
- 1959 Apparitions
- 1961 Atmosphères
- 1961 Trois Bagatelles
- 1962 Poème symphonique für 100 Metronome
- 1962 Volumina für Orgel
- 1962–1965 Aventures und Nouvelles Aventures für drei Sänger und sieben Instrumentalisten
- 1963–1965 Requiem
- 1966 Lux aeterna für 16-stimmigen Chor a cappella
- 1966 Konzert für Violoncello und Orchester
- 1967 Lontano für großes Orchester
- 1967–1969 Ramifications für 12 Solostreicher
- 1968 Streichquartett Nr. 2
- 1968 Continuum (Cembalo)
- 1968 10 Stücke für Bläserquintett
- 1969–1970 Kammerkonzert für 13 Instrumentalisten
- 1971 Melodien für Orchester
- 1972 Doppelkonzert für Flöte, Oboe und Orchester
- 1973 Clocks and Clouds für Frauenchor und Orchester (In Memoriam Harald Kaufmann)
- 1974 San Francisco Polyphony für Orchester
- 1974–1977 Le Grand Macabre, Oper (Uraufführung 1978)
- 1976 Rondeau. Ein-Mann-Theater für einen Schauspieler und Tonband
- 1976 Monument / Selbstporträt mit Reich und Riley (und Chopin ist auch dabei) / In zart fließender Bewegung (drei Stücke für zwei Klaviere)
- 1978 Hungarian Rock, Chaconne für Cembalo
- 1982 Drei Phantasien nach Hölderlin, a-cappella-Chorstücke
- 1982 Trio für Violine, Horn und Klavier
- 1983 Magyar Etüdök, nach Gedichten von Sándor Weöres
- 1985–1988 Konzert für Klavier und Orchester
- 1985–2001 Études pour piano, 18 Klavieretüden in drei Büchern
- 1989 Der Sommer (F. Hölderlin) für Sopran und Klavier
- 1990–1992 Konzert für Violine und Orchester
- 1991–1994 Sonate für Viola solo
- 1993 Nonsense Madrigals
- 1998–2003 Hamburgisches Konzert für Horn und Kammerorchester mit 4 obligaten Naturhörnern
- 2000 Síppal, dobbal, nádihegedűvel / Mit Pfeifen, Trommeln, Schilfgeigen / With Pipes, Drums, Fiddles

## Auszeichnungen
- 1967: Beethovenpreis der Stadt Bonn
- 1972: Kunstpreis Berlin
- 1975: Bach-Preis der Freien und Hansestadt Hamburg[15]
- 1987: Österreichisches Ehrenzeichen für Wissenschaft und Kunst
- 1987: Ehrenring der Stadt Wien[16]
- 1988: Ehrendoktorwürde der Universität Hamburg
- 1988: Ehrensenator der Hochschule für Musik und Theater Hamburg
- 1990: Léonie-Sonning-Musikpreis[17]
- 1990: Großer Österreichischer Staatspreis für Musik[18]
- 1991: Praemium Imperiale
- 1991: Balzan-Preis[19]
- 1993: Ernst-von-Siemens-Musikpreis[20]
- 1995: Musikpreis der israelischen Wolf-Stiftung (Wolf-Preis)[21]
- 1995: Rolf-Schock-Preis[22]
- 1996: Musikpreis der UNESCO
- 1998: Ehrenbürger von Budapest
- 2000: Wihuri-Sibelius-Preis
- 2001: Kyoto-Preis
- 2003: Kossuth-Preis
- 2003: Medaille für Kunst und Wissenschaft der Freien und Hansestadt Hamburg
- 2003: Theodor-W.-Adorno-Preis[23]
- 2004: Polar Music Prize[24]
- 2005: Frankfurter Musikpreis[25]

## Veranstaltung 2023
Aus Anlass des Geburtstags des Künstlers, der 2023 100 Jahre alt geworden wäre, fand am 15. Februar im Berliner Musikinstrumentenmuseum ein Konzert statt, bei dem Studierende der Berliner Musikhochschulen die Ergebnisse zweier Masterclasses zu Klavier- und Kammermusik von Ligeti präsentierten.

## Ehrungen
- 1984: Ehrenmitglied der International Society for Contemporary Music ISCM[27]
- 1989: Ehrenmitglied der Hochschule für Musik und Darstellende Kunst in Graz (Akademischer Titel)[28]
- 2009: Benennung des Hauptsaals nach György Ligeti im neuen Grazer Haus für Musik und Musiktheater (MUMUTH) an der Kunstuniversität Graz.[29]

## Posthume Ehrung
2015 wurde an dem Haus Mövenstraße 3 im Hamburger Stadtteil Winterhude eine Gedenktafel angebracht, die daran erinnert, dass Ligeti dort mehrere Jahre gelebt hat.
2023 wurde in Hamburg-Harburg das nach Ligeti benannte ligeti zentrum eröffnet. Ligeti, der in diesem Jahr 100 Jahre alt geworden wäre, hatte sich bereits in den frühen 1970er Jahren für die Gründung eines Zentrums für Computermusik in Hamburg eingesetzt. Während das Ziel zu seinen Lebzeiten unerreichbar blieb, soll die Vision des Komponisten am ligeti zentrum fortgeführt werden. Als Akronym steht der Name Ligeti im Kontext des ligeti zentrums zugleich für „Laboratorien für Innovationen und gesellschaftliche Entwicklung durch den Transfer von Ideen“.

## Mitgliedschaften
- 1975: Orden Pour le Mérite für Wissenschaft und Künste
- 1984: auswärtiges Ehrenmitglied der American Academy of Arts and Letters[35]
- 1995: auswärtiges Ehrenmitglied der American Academy of Arts and Sciences
- 1998: assoziiertes ausländisches Mitglied in der Académie des Beaux-Arts in Paris
- Ligeti wurde 2004 im Rahmen des Festivals Wien Modern ein Ehrenmitglied der Wiener Konzerthausgesellschaft.

## Zitate

### Vor 2000
„Das [meine Musik der 1960er Jahre] ist eine Musik, die den Eindruck erweckt, als ob sie kontinuierlich dahinströmen würde, als ob sie keinen Anfang hätte, auch kein Ende; was wir hören, ist eigentlich ein Ausschnitt von etwas, das schon immer angefangen hat und noch immer weiterklingen wird. Typisch für alle diese Stücke ist: Es gibt kaum Zäsuren, die Musik fließt also wirklich weiter. Das formale Charakteristikum dieser Musik ist die Statik. Die Musik scheint zu stehen, aber das ist nur ein Schein; innerhalb dieses Stehens, dieser Statik, gibt es allmähliche Veränderungen; ich würde hier an eine Wasseroberfläche denken, auf der ein Bild reflektiert wird; nun trübt sich allmählich diese Wasseroberfläche, und das Bild verschwindet, aber sehr, sehr allmählich. Dann glättet sich das Wasser wieder, und wir sehen ein anderes Bild. […] Um auf ,Atmosphères‘ zurückzukommen: etwas Atmosphärisches, also Schwebendes, nicht Festgesetztes, fast Konturloses, ineinander Übergehendes, andererseits etwas Atmosphärisches im übertragenen Sinn – ich möchte hoffen, oder glaube hoffen zu dürfen, dass das Stück, wenn es auch nicht direkt expressiv ist, so doch auch einen ganz bestimmten Gefühls-, also affektiven Anteil hat, und das ist eben das Atmosphärische oder ambiancehafte. Ja, ich glaube, weiter kann man darüber nicht sprechen.“

“My answer to this was Apparitions and later Atmosphères. Should I return to clearer diatonic structures or press on ahead, towards completely blurred outlines of sound? - I wondered. There are rhythmic events in both works but when so many rhythmic processes are superimposed that they cover one another, the result is a homogenous musical 'mass'.”

„Meine Antwort darauf lautete Apparitions und später Atmosphères. Sollte ich zu klareren diatonischen Strukturen zurückkehren oder weiter voranschreiten, hin zu völlig verschwommenen Klangkonturen? - Fragte ich mich. In beiden Werken gibt es rhythmische Ereignisse, aber wenn sich so viele rhythmische Prozesse überlagern, dass sie sich gegenseitig überdecken, entsteht eine homogene musikalische 'Masse'.“

„Ich habe keine Kunsttheorie. Deswegen sind viele Leute enttäuscht. Ich habe keine message, die ich verkünde. Man kann mich nicht festnageln auf eine einheitliche, verbal ausdrückbare kompositorische Theorie. Sondern ich versuche immer neue Dinge auszuprobieren. Deswegen habe ich es einmal so dargestellt: Ich bin wie ein Blinder im Labyrinth, der sich herumtastet und immer neue Eingänge findet und in Zimmer kommt, von denen er gar nicht wußte, daß sie existieren. Und dann tut er etwas. Und er weiß gar nicht, was der nächste Schritt sein wird.“

„Eine Quelle [solcher] akustisch-motorischen Genüsse ist die Musik vieler afrikanischer Kulturen südlich der Sahara. Das polyphone Zusammenspiel mehrerer Musiker am Xylofon […] sowie das Spiel eines einzigen Ausführenden am Lammellofon […] haben mich veranlasst, ähnliche technische Möglichkeiten auf den Klaviertasten zu suchen. […] Zwei Einsichten waren für mich wesentlich: zum einen die Denkweise in Bewegungsmustern (unabhängig vom europäischen Taktdenken), zum anderen die Möglichkeit, aus der Kombination von zwei oder mehreren realen Stimmen illusionäre melodisch-rhythmische Konfigurationen zu gewinnen (die gehört, doch nicht gespielt werden), analog etwa zu Maurits Eschers ‚unmöglichen‘ perspektivischen Gestalten.“

### Nach 2000
„Innerhalb einer Komposition mag ich Improvisation überhaupt nicht. Nur im Jazz, also in stilistisch normierten Formen, mit einem vorgegebenen begrenzten Vokabular, kann man damit einiges machen. Das besitzt oft hohe Qualität, ob das nun tonal ist wie bei Louis Armstrong, modal wie bei Miles Davis und John Coltrane oder atonal wie bei Cecil Taylor – es ist ganz große Musik. Aber in komponierter Musik, in meinem Fach, bin ich für genaue Ausarbeitung und Notation wie bei Bach.“

„Die Einfachheit bei Mozart und Schubert liebe ich über alles. Bach und Beethoven besitzen diese Einfachheit nicht. Aber mich interessiert auch Komplexität sehr, in der Polyphonie der Ars nova, aber auch in afrikanischen Musiktraditionen südlich der Sahara mit ihrer unglaublichen rhythmischen Komplexität. […] Einige Ländler von Schubert sind so einfach, achttaktig, sechzehntaktig, symmetrisch, fast ohne Modulationen – trotzdem sind sie höchste Kunst. Ist also Komplexität ein Wert an sich, oder ist Einfachheit ein Wert an sich? Ist die ‚Zauberflöte‘ einfach? Vielleicht. Aber die geistigen Abgründe sind etwas anders.“

„Man kennt das, was man hört in der Musik. Und man hört dauernd Dur und Moll. Im Fernsehen und im Radio hört man zu 99 Prozent tonale Musik. Da ist schon der Zugang zu früher europäischer Musik erschwert. Diese wunderbare Musik aus dem 13., 14., 15. Jahrhundert kennt das große Publikum nicht. Aber wenn es sie kennen würde, würde es sie lieben.“

„Verstehen Sie, was Sloterdijk sagt? Schaum! Nichts! Ich halte nichts von diesen Schwätzern und Pseudowissenschaftlern. Die ganze französische Philosophie von Derrida und Lyotard bis Lacan mischt die Psychoanalyse und Mystizismus. Julia Kristeva, Paul Virilio, Gilles Deleuze: alles leeres Geschwätz.“

„Seine kommunikative Energie war überwältigend, in den Bann schlagend, visionär, verzaubernd… In dieser drahtigen Gestalt mit der knarzenden Stimme, unverkennbar ungarisch gefärbt, schien Musikgeschichte wie Lava zu brodeln. Ligeti konnte als Redner wie Musiker sein Publikum mitreißen wie kein anderer der großen Komponisten der vergangenen 50 Jahre – aber er konnte auch schweigen: 1961 hielt er einen berühmt gewordenen Vortrag zum Thema ‚Die Zukunft der Musik‘ – und sagte kein einziges Wort.“

## Filmografie

### Filmmusik
Stanley Kubrick etablierte die Musik von Ligeti bei einem breiteren Publikum, indem er sie in einigen seiner Filme benutzte, zuerst in 2001: Odyssee im Weltraum. Aufgelistet sind hier Filme, in denen Ligetis Musik verwendet wird (soweit bekannt mit den Titeln der Stücke).
- 1968 – 2001: Odyssee im Weltraum – Regie: Stanley Kubrick – Lux Aeterna, Atmosphères, Aventures und Requiem für Sopran, Mezzosopran, zwei gemischte Chöre und Orchester
- 1980 – Shining – Regie: Stanley Kubrick – Lontano
- 1984 – 2010: Das Jahr, in dem wir Kontakt aufnehmen – Regie: Peter Hyams – Lux Aeterna
- 1991 – Merci la vie (Dem Leben sei Dank) – Regie: Bertrand Blier – Musica ricercata.[45]
- 1995 – Heat – Regie: Michael Mann – Konzert für Violoncello und Orchester
- 1999 – Eyes Wide Shut – Regie: Stanley Kubrick – No. 2: Mesto, Rigido e Cerimonale aus Musica ricercata
- 2002 – Reflections of Evil – Regie: Damon Packard, Drama, Komödie.[46]
- 2002 – The Future Is Not What It Used to Be (Die Zukunft ist auch nicht mehr das, was sie mal war.) – Regie: Mika Taanila, Dokumentarfilm zu Erkki Kurenniemi, einem Pionier der elektronischen Musik.[47]
- 2004 – After the Day Before (Ungarisch: Másnap) – Regie: Attila Janisch, Kriminalfilm.[48]
- 2005 – Lemming – Regie: Dominik Moll – Continuum: Etüde für Klavier
- 2007 – Anna M. – Regie: Michel Spinosa
- 2010 – Shutter Island – Regie: Martin Scorsese – Harmonies (aus: Zwei Etüden für Orgel) und Lontano
- 2010 – Over Your Cities Grass Will Grow – Dokumentarfilm, Regie: Sophie Fiennes
- 2012 – The Pervert’s Guide to Ideology, Dokumentarfilm – Regie: Sophie Fiennes – Clocks and Clouds
- 2014 – Godzilla – Regie: Gareth Edwards – Requiem für Sopran, Mezzosopran, zwei gemischte Chöre und Orchester
- 2017 – The Killing of a Sacred Deer – Regie: Giorgos Lanthimos – Konzert für Violoncello und Orchester, Konzert für Klavier und Orchester

### Dokumentarfilme
- György Ligeti. Dokumentarfilm, Frankreich, 1993, 64:26 Min., Buch und Regie: Michel Follin, Produktion: Abacaris Film, Artline Films, La Sept Arte, RTBF, Magyar Televízió, Productions du Sablier, Centre Georges-Pompidou, online-Video (französisch).
- György Ligeti. Wenn die Zahnräder Menschen sind. Dokumentation, Deutschland, 1996, mit Konzertmitschnitt (Konzert für Klavier und Orchester, 22 Min.), 60 Min., Buch und Regie: Uli Aumüller und Hanne Kaisik, Produktion: Bayerisches Fernsehen, inpetto, Inhaltsangabe und Filmskript. (PDF; 12 S.) forum.heimat.de
- Grenzklänge. Das Phänomen G. Ligeti. Dokumentarfilm, Österreich, 2003, 45:23 Min., Buch und Regie: Herbert Eisenschenk, Produktion: ORF, Erstsendung: 1. Juni 2003, 0.15 Uhr in ORF 2, Mitwirkende: Karl Prantl – Bildhauer, Heinz Otto Peitgen – Mathematiker, Friedrich Cerha – Komponist, Pierre-Laurent Aimard – Pianist, Roman Summereder – Organist, Manfred Stahnke – Komponist, Gerhard Kubik – Musikethnologe. Inhaltsangabe von ORF, online-Video.
- Ich habe ein verrücktes Leben gehabt!. György Ligeti im Gespräch mit Reinhold Jaretzky. Video-Dokument 1998. 45 min. Zauberbergfilm Berlin.

## Schriften von Ligeti
- Gesammelte Schriften. 2 Bände. Herausgegeben von Monika Lichtenfeld. Schott Musik International, Mainz 2006, Leinen, ISBN 3-7957-0451-0.[49]
- Le Grand Macabre. Oper in zwei Akten. Libretto von Michael Meschke und György Ligeti. Schott Musik International, Mainz 1990, ISBN 3-7957-3501-7.
- György Ligeti in conversation with Péter Várnai, Josef Häusler, Claude Samuel, and himself. Eulenburg Books, London 1983.
- mit Gerhard Neuweiler: Motorische Intelligenz: Zwischen Musik und Naturwissenschaft. Wagenbach, Berlin 2007, ISBN 978-3-8031-5175-9.